# Fredrikstad Mekaniske Verksted

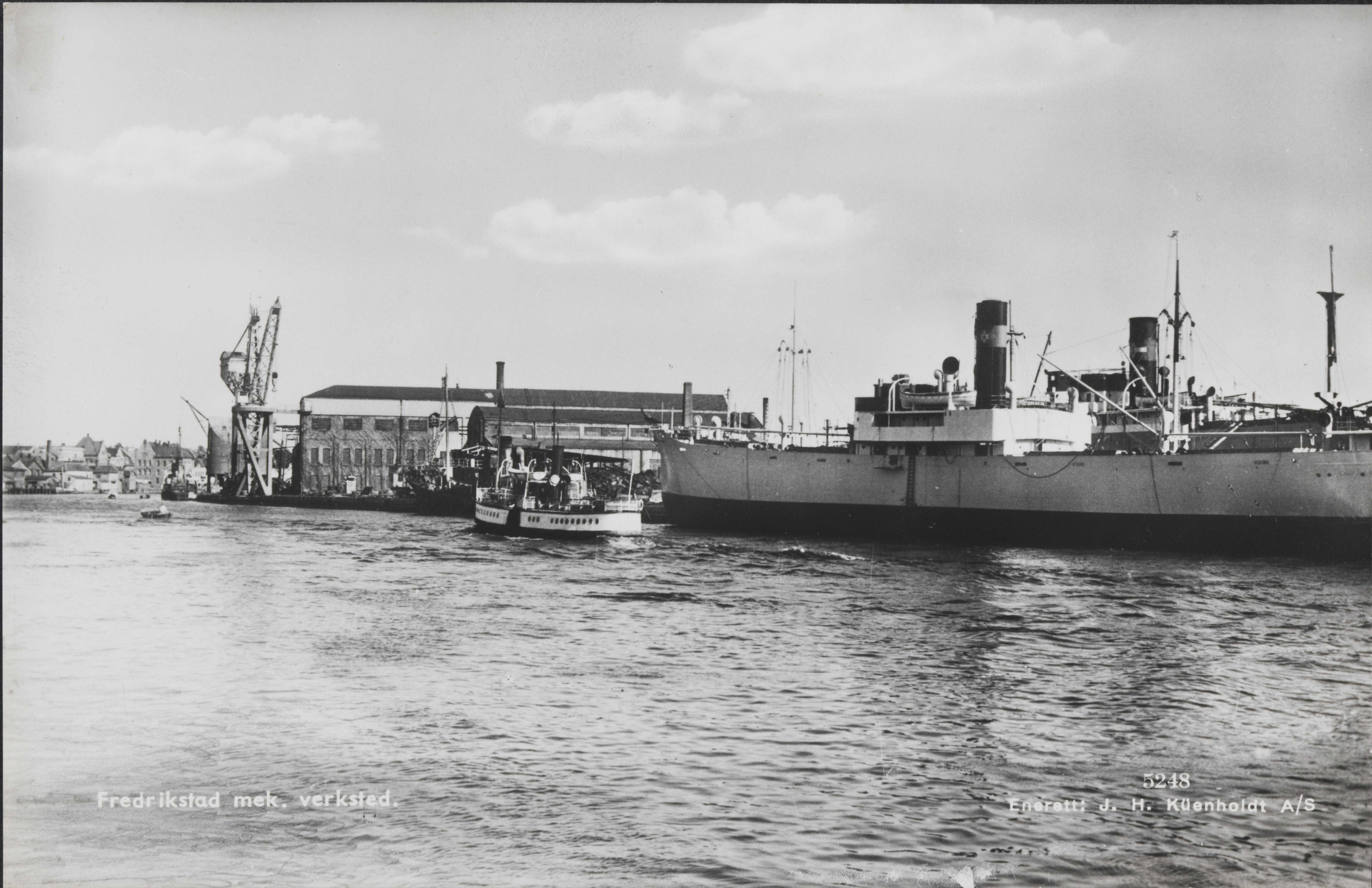
Postkort med motiv fra Fredrikstad Mekaniske Verksted.

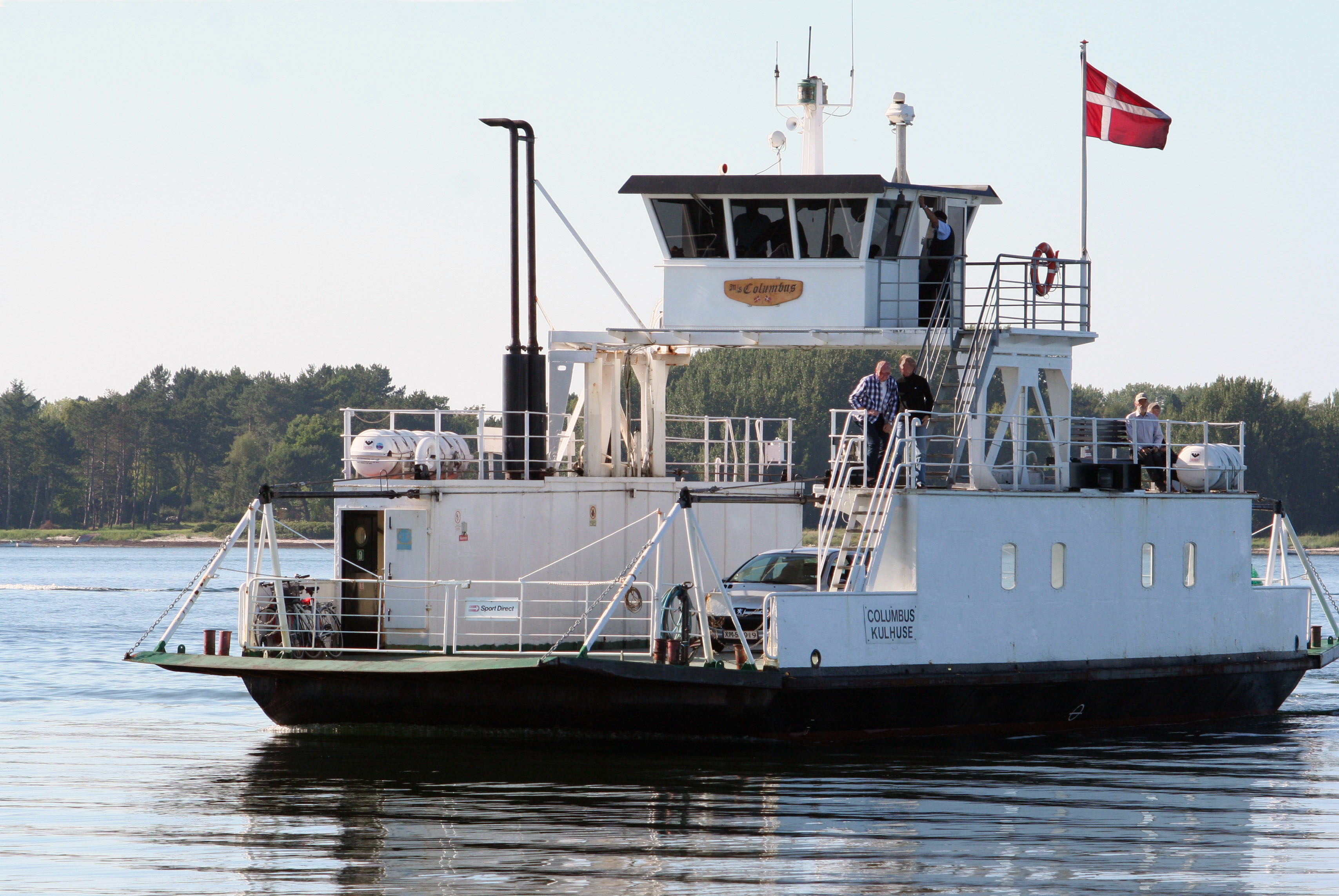
M/F Columbus, byggd 1947

Fredrikstad Mekaniske Verksted (FMV), var en verkstad och ett skeppsvarv vid Vesterelva i Fredrikstad. Verkstaden etablerades 1870 och mellan 1873 och 1987 byggdes 443 fartyg. FMV byggde allt från passagerarfartyg, lastfartyg, tankfartyg, valfångstfartyg, forskningsfartyg och torpedbåtar. Det största fartyget som FMV levererade var på 132 
250 dwt.

## Historik
Verkstaden etablerades på ön Kråkerøy vid Vesterelva år 1870. Initiativtagare var Jens Jacob Jensen och hans bror Andreas Jensen. Verstaden byggde huvudsakligen maskiner till träindustrin. 1873 byggdes bogserbåten ’’Dragen’’. Vid övergång från segelfartyg till ångfartyg utvecklades varvsverksamheten snabbt och var i perioder det största varvet i Skandinavien.
År 1915 omvandlades familjebolaget till ett aktiebolag. Detta blev Norges största skeppsvarv. I närmare hundra år var FMV den största arbetsplatsen i Fredrikstad. På 1970-talet blev konkurrensen från ostasiatiska skeppsvarv hård. Kværner-koncernen köpte bolaget 1981 och FMV blev en verkstad för oljeplattformar. Företaget blev nedlagt i början av 1988.

### Fredrikstad-typen

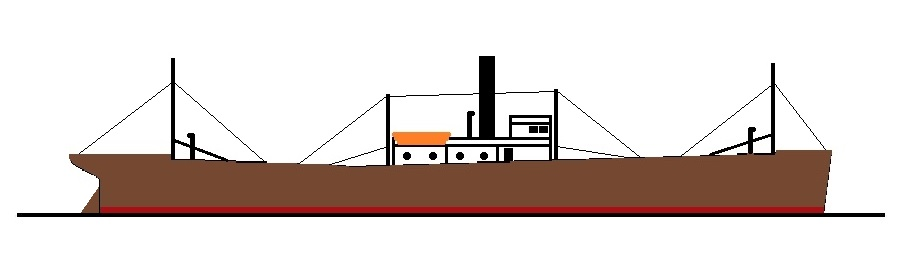
Lastbåt av den så kallade «Fredrikstad-typen» byggd från 1912.

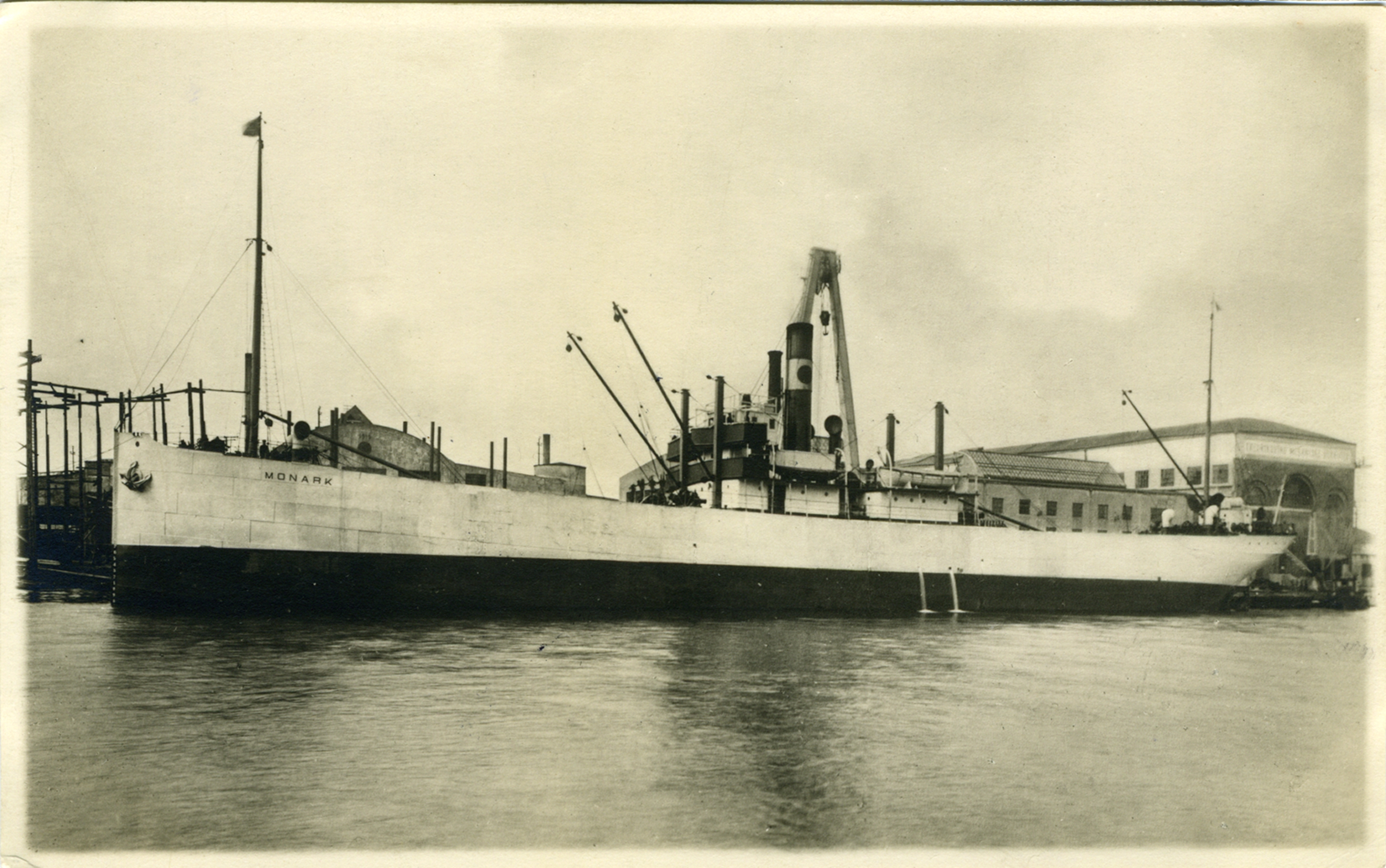
S/S Monark, byggd 1914 som Gemma. Fotot taget 1929.

Under år 1908 förvärvade varvet ny mark och kunde öka sin fartygsproduktion. FMV satsade först på lastbåtar. 1912 byggdes S/S Sarpen (b.nr. 148), det första i en serie som  kallades Fredrikstad-typen. Denna fartygstyp byggdes fram till 1930-talet och drevs av en ångmaskin och hjälpmotorer av egen tillverkning. Fredrikstad-typen blev känd över hela världen. Ett urval av fartyg presenteras nedan:
| # | Namn                     | B.nr, | Årtal | ton dwt | Rederi          |
| - | ------------------------ | ----- | ----- | ------- | --------------- |
| 1 | Sarpen                   | 148   | 1912  | 3000    |                 |
| 2 | Nils                     | 173   | 1914  | 3000    |                 |
| 3 | Gemma (Monark från 1928) | 197   | 1914  | 1813    | Monark Line     |
| 4 | Lisa Brodin              | 218   | 1918  | 3000    | Rederi AB Disa  |
| 5 | Aquila                   | 221   | 1919  | 4450    | Rederi AB Disa  |
| 4 | Einar Jarl               | 235   | 1921  | 3000    | NFDS, Trondheim |

### Passagerarfartyg
FMV byggde också passagerarfartyg, ett exempel är DS Nordstjernen.
| # | Namn         | B.nr, | Årtal | ton dwt | Rederi      |
| - | ------------ | ----- | ----- | ------- | ----------- |
| 1 | Nordstjernen | 282   | 1937  | 535     | BDS, Bergen |

## Kommentar
1. ↑  Byggnadsnummer 148 på 3000 ton dödvikt.